# Damianos försvar
Den här artikeln använder algebraisk schacknotation för att beskriva schackdragen.
Damianos försvar är en ovanlig schacköppning som definieras av dragen:
1. e4 e5
2. Sf3 f6?
Öppningen är uppkallad efter Pedro Damiano trots att han beskrev den som dålig.

## 3.Sxe5!
Vit får största nyttan av svarts andra drag med 3.Sxe5! fxe5 4.Dh5+ Ke7 (eller 4...g6 5.Dxe5+ som vinner tornet) 5.Dxe5+ Kf7 6.Lc4+ d5 7.Lxd5+ Kg6 8.h4! h5 9.Lxb7!! och vit vinner tornet eftersom 9...Lxb7   10.Df5+ Kh6 11.d4+ g5 12.Df7 leder till matt. 